# Versam
Versam (del alemán: Versomi) era una comuna suiza del cantón de los Grisones, ubicada en el distrito de Surselva, círculo de Ilanz. Limitaba al norte con las comunas de Flims, Trin y Bonaduz, al este con Rhäzüns y Cazis, al sur con Safien y Tenna, y al oeste con Valendas y Sagogn. El 1 de enero de 2013 se fusionó con las antiguas comunas de Valendas, Safien y Tenna para constituir la nueva comuna de Safiental.

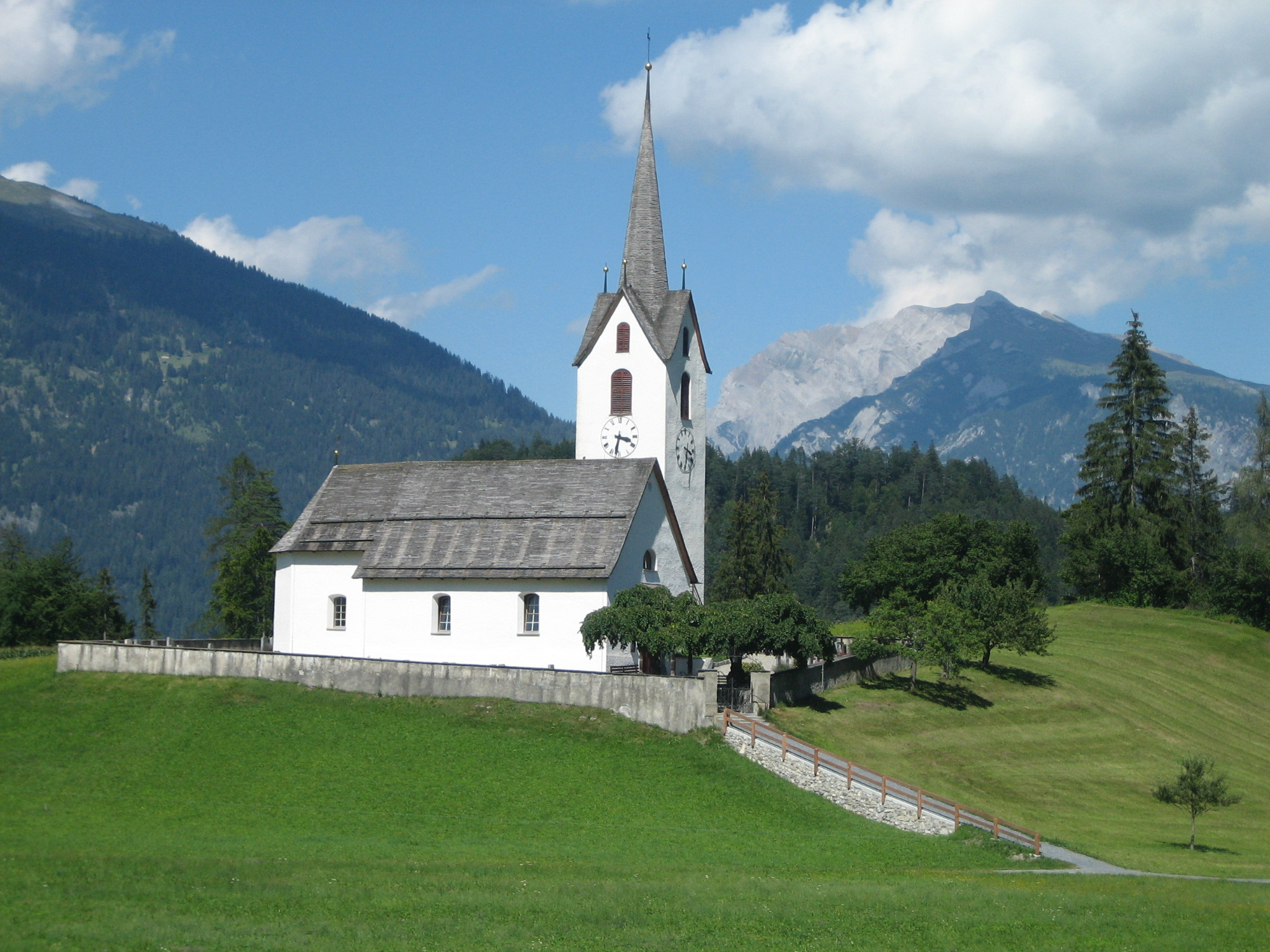
Iglesia de Versam.